# Joanna Rowsell
Joanna Rowsell, född 5 december 1988 i Carshalton, Storbritannien, är en brittisk cyklist som tog OS-guld i lagförföljelsen vid de olympiska cyklingstävlingarna 2012 i London. Hon har också vunnit en guldmedalj i lagförföljelse vid olympiska sommarspelen 2016.